# Capitão Contar
Renan Barbosa Contar (ook gekend als Capitão Contar) (25 december 1983) is een Braziliaanse politicus aangesloten bij de Partido Renovador Trabalhista Brasileiro (PRTB). Hij is sinds 2019 staatssecretaris voor Mato Grosso do Sul. Hij stelt zich kandidaat voor de regering van Mato Grosso do Sul bij de Braziliaanse verkiezingen van 2022.